# Tenebrón
Tenebrón ist ein Ort und eine nordspanische Gemeinde (municipio) mit 121 Einwohnern (Stand: 2024) in der Provinz Salamanca in der Autonomen Gemeinschaft Kastilien und León.

## Geografie
Tenebrón liegt etwa 88 Kilometer südwestlich von Salamanca in einer Höhe von ca. 825 m am Río Tenebrilla.

## Bevölkerungsentwicklung
| Jahr      | 1900 | 1950 | 1960 | 1970 | 1981 | 1991 | 2001 | 2011 | 2021 |
| Einwohner | 395  | 615  | 504  | 388  | 258  | 256  | 233  | 171  | 135  |

## Sehenswürdigkeiten
- Zephyrinuskirche (Iglesia de San Ceferino)